# Kaskö
Kaskö (finska: Kaskinen) är en stad i landskapet Österbotten i Finland. Kaskö har cirka 1 289 invånare och har en yta på 175,36 km².

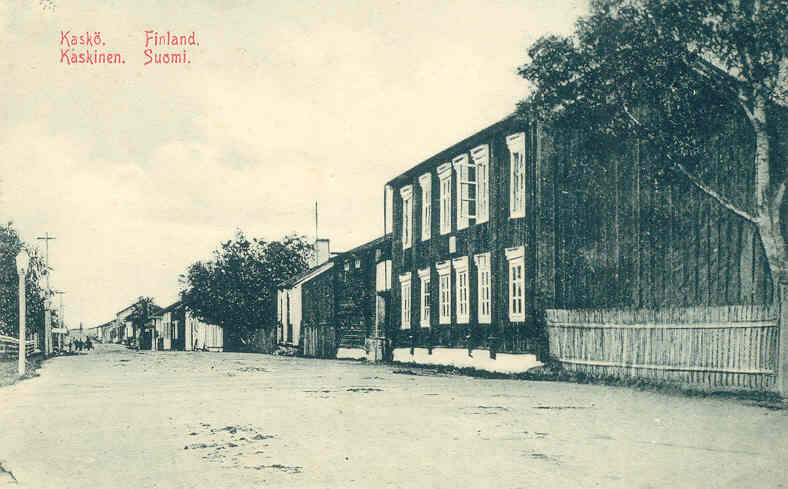
Kaskö vid sekelskiftet 1900.

Kaskö, som fick stadsrättigheter av Gustav III år 1785, är Finlands minsta stad. Kaskö, som har en god och sedan gammalt känd naturlig hamn, är belägen på en ö med två broförbindelser till fastlandet. Det finns också järnvägsförbindelse till stambanan vid Seinäjoki, men numera bedrivs endast godstrafik på den. Under 1980-talet bedrevs passagerar- och godstrafik mellan sjöfartsstäderna Kaskö och Gävle av KG-Line. År 2004 undersöktes förutsättningarna för en reguljär färjeförbindelse mellan Härnösand och Kaskö.
Kaskö är en tvåspråkig stad med finska (67 procent) som majoritetsspråk och svenska (29 procent) som minoritetsspråk. Vid 1900-talets början utgjorde dock de svenskspråkiga över 90 procent av invånarna, och svenska var majoritetsspråk ända in på 1960-talet (jämför förfinskning).
Kvarnskatan och Mariestrand är stadsdelar i Kaskö. Bockholmarna är en halvö och Dicksholmen är en holme. Här finns också sunden Benviks sund och Kaskö sund (finska Kaskistensalmi), viken Tallvarpen, udden Ådskär samt ön Sälgrund (med fyr och lotsstation).
Lokalbefolkningen kallar staden för "Paradisön", vilket troligtvis beror på att solen skiner i medeltal mera i Kaskö än i de närliggande byarna.
Kaskö gästhamn är belägen i Kaskö centrum, i stadens trähusmiljö. Här finns också Sjöbobackens gamla fiskehamn med museum.
Kaskö kyrka byggdes 1965.

## Historia
I de historiska dokument som har bevarats omnämns Kaskö redan i mitten på 1500-talet, med lite varierande stavning. År 1546 skrev man till exempel "Kaskisöyen" och 1553 "Casköö". Då var området en del av Närpes kyrksocken.
Kaskö har ända sedan staden grundades 1785 varit Finlands minsta stad till yta och invånarantal, med ej ens 1 000 invånare under 1800-talet och mellan 1 500 och 2 000 som mest under 1900-talet. I slutet av december 2004 bodde 1 519 invånare i Kaskö. Fiske och handel var de dominerande näringarna under 1800-talet. Under 1900-talet tillkom järnväg, utbyggd hamn, brädgårdar för utskeppning av trävaror, sporadisk sågverksamhet, två mekaniska verkstäder, fisksalterier samt en något utvidgad servicesektor.
Kaskö förändrades på 1970-talet, då Metsä-Botnia etablerade en cellulosaindustri på orten. Från att ha varit en ort med en övervägande svensktalande småstadsbefolkning blev det ett industrisamhälle med finskspråkig majoritet på cirka 70 procent. Åren 2004–2005 etablerades ytterligare en fabrik genom M-real som byggde en kemitermomekanisk massafabrik. År 2008 lades Metsä-Botnia i Kaskö ner.

## Politik

### Mandatfördelning i Kaskö stad, valen 1976–2021
| 4 | 3 | 3 | 7 |

| 4 | 4 | 1 | 6 | 2 |

| 3 | 6 | 6 | 2 |

| 3 | 5 | 1 | 6 | 2 |

| 3 | 6 | 1 | 5 | 2 |

| 2 | 7 | 1 | 5 | 2 |

| 2 | 7 | 1 | 5 | 2 |

| 2 | 8 | 1 | 5 | 1 |

| 11 | 6 |

| 2 | 7 | 1 | 5 | 2 |

| 11 | 6 |

| 1 | 5 | 1 | 3 | 5 | 2 |

| 12 | 5 |

| 2 | 5 | 1 | 2 | 5 | 2 |

| 13 | 4 |

| 1 | 5 | 4 | 5 | 2 |

| 11 | 6 |

## Demografi

### Befolkningsutveckling
| Befolkningsutvecklingen i Kaskö stad 1975–2020                                                               | Befolkningsutvecklingen i Kaskö stad 1975–2020 | Befolkningsutvecklingen i Kaskö stad 1975–2020 | Befolkningsutvecklingen i Kaskö stad 1975–2020 | Befolkningsutvecklingen i Kaskö stad 1975–2020 |
| --- | ---------------------------------------------- | ---------------------------------------------- | ---------------------------------------------- | ---------------------------------------------- |
| |                                                |                                                |                                                |                                                |
| År |                                                |                                                | Folkmängd                                      |                                                |
| 1975 | 1975                                           |                                                | 1 305                                          |                                                |
| 1980 | 1980                                           |                                                | 1 914                                          |                                                |
| 1985 | 1985                                           |                                                | 1 864                                          |                                                |
| 1990 | 1990                                           |                                                | 1 780                                          |                                                |
| 1995 | 1995                                           |                                                | 1 596                                          |                                                |
| 2000 | 2000                                           |                                                | 1 564                                          |                                                |
| 2005 | 2005                                           |                                                | 1 482                                          |                                                |
| 2010 | 2010                                           |                                                | 1 429                                          |                                                |
| 2015 | 2015                                           |                                                | 1 285                                          |                                                |
| 2020 | 2020                                           |                                                | 1 278                                          |                                                |
| Anm: Uppgifterna avser förhållandena den 31 december nämnda år enligt områdesindelningen den 1 januari 2022. |                                                |                                                |                                                |                                                |

### Språk
Befolkningen efter språk (modersmål) den 31 december 2022. Finska, svenska och samiska räknas som inhemska språk då de har officiell status i landet. Resten av språken räknas som främmande. För språk med färre än 10 talare är siffran dold av Statistikcentralen på grund av sekretesskäl.
| Språk                        | Talare 2022-12-31 | Talare 2022-12-31 |
| Språk                        | Antal             | Andel (%)         |
| ---------------------------- | ----------------- | ----------------- |
| Hela befolkningen            | 1 256             | 100,0             |
| Inhemska språk totalt        | 1 083             | 86,2              |
| Finska                       | 745               | 59,3              |
| Svenska                      | 338               | 26,9              |
| Främmande språk totalt       | 173               | 13,8              |
| Vietnamesiska                | 51                | 4,1               |
| Ukrainska                    | 19                | 1,5               |
| Bosniska                     | 17                | 1,4               |
| Ryska                        | 15                | 1,2               |
| Engelska                     | 11                | 0,9               |
| Estniska                     | 11                | 0,9               |
| Språk med färre än 10 talare | 49                | 3,9               |

|  | Finska (59,3 %) |

|  | Svenska (26,9 %) |

|  | Främmande språk (13,8 %) |

|  | Finska (59,3 %) |

|  | Svenska (26,9 %) |

|  | Främmande språk (13,8 %) |

## Kända personer från Kaskö
- Thure Sundell, konstnär
- Rosina Heikel, Finlands första kvinnliga läkare
- Sune Mangs, skådespelare
- Krista Siegfrids, artist och låtskrivare

## Externa länkar

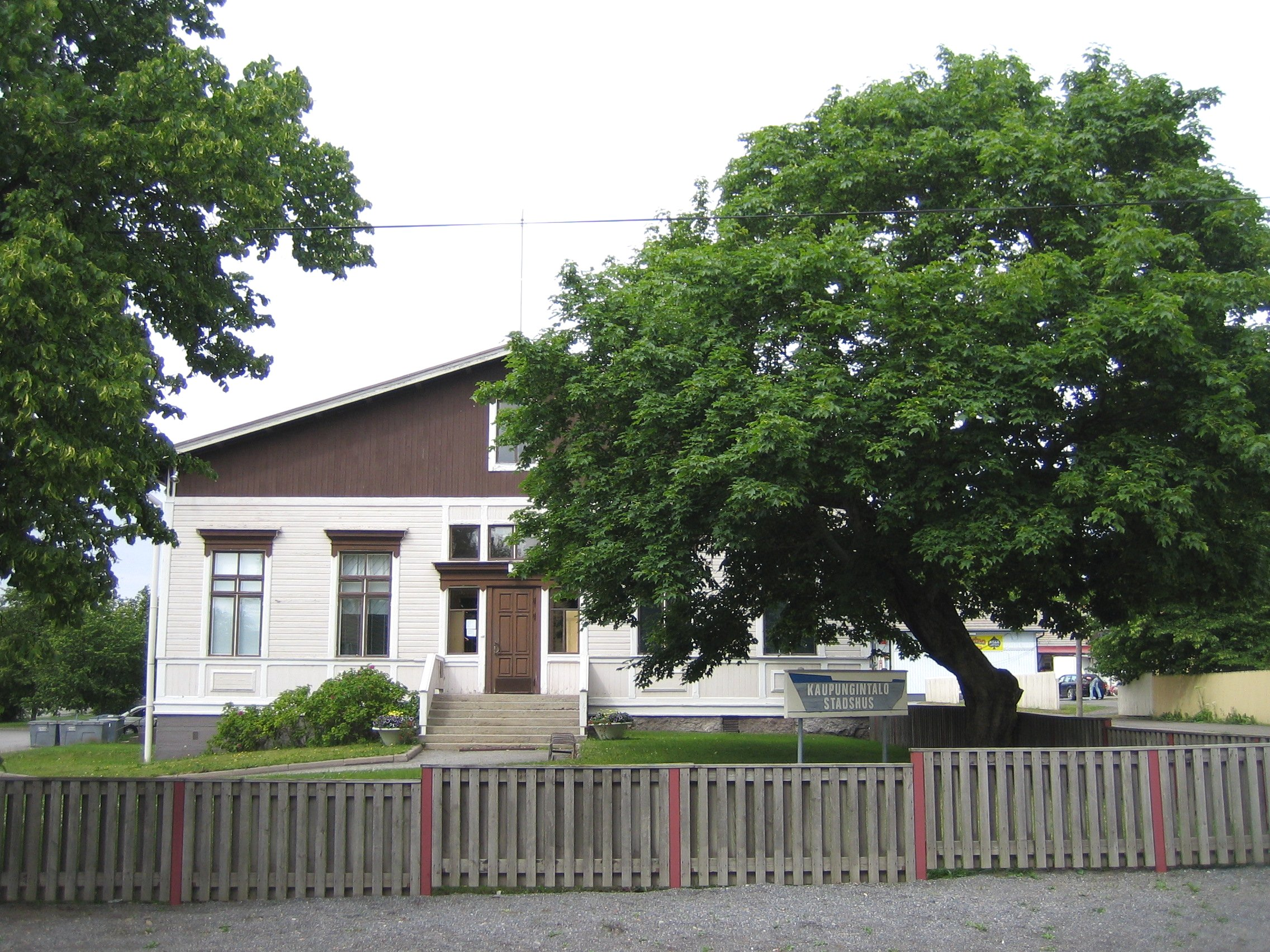
Stadshuset.